# Seppälänjärvi
Seppälänjärvi är en sjö i Finland. Den ligger i kommunen Ruovesi i landskapet Birkaland, i den södra delen av landet, 200 km norr om huvudstaden Helsingfors. Seppälänjärvi ligger 113,1 meter över havet. Arean är 1,19 kvadratkilometer och strandlinjen är 10,08 kilometer lång. Sjön  ingår i Kumo älvs huvudavrinningsområde. 